# Triodoclytus lanifer
Triodoclytus lanifer là một loài bọ cánh cứng trong họ Cerambycidae.